# Al-Mubattan
Al-Mubattan (tiếng Ả Rập: المبطن) là một ngôi làng Syria nằm ở phó huyện của huyện Hama ở tỉnh Hama. Theo Cục Thống kê Trung ương Syria (CBS), al-Mubattan có dân số 400 người trong cuộc điều tra dân số năm 2004.